# Crkva sv. Ante u Zadvarju
Crkva sv. Ante u Zadvarju, župna je crkva i zaštićeno kulturno dobro. Posvećena je sv. Antunu Padovanskom. Suzaštitnik je sv. Bartul.

## O crkvi
Nalazi se na groblju južno od naselja iznad ceste Zadvarje - Gornja Brela pod južnim liticama Osoja. Današnja crkva sagrađena je u drugoj polovici XVIII. stoljeća na mjestu ranije. Radi se o jednostavnoj jednobrodnoj građevini s pravokutnom apsidom. Građena je od pravilnih kamenih blokova a krov je dvostrešni, prekriven kupom kanalicom. Glavni ulaz je na zapadnom pročelju, a iznad njega su natpis o posveti crkve iz 1774. godine za splitskog nadbiskupa Ivana Luke Garagnina te jednostavna rozeta. Iznad pročelja je i preslica s tri zvona i s cvjetnim ukrasima. U crkvi se nalaze tri oltara: dijelom presloženi kameni glavni oltar s kipovima sv. Ante i sv. Bartula (Bartolomeja) te bočni oltari Gospe od Ružarija (drveni) s Gospinim kipom i sv. Ivana Nepomuka (kameni) također sa svečevim kipom. Crkva sv. Ante sred groblja na Zadvorju ubraja se u tipologiju jednostavnih kasnobaroknih crkava s izduženom apsidom koje se, nakon odlaska Turaka, mahom grade u župama zaleđa Dalmacije.
O Antunovu se uz crkvu još od druge polovine XIX. st. održava svečana proslava (fjera) ophodom u narodnim nošnjama te tradicijski sajam s trgovcima iz cijele Hrvatske. Svečani ophod i euharistijsko slavlje održavaju se i prigodom blagdan sv. Bartula.

## Zaštita
Pod oznakom Z-6861 zavedena je kao nepokretno kulturno dobro - pojedinačno, pravna statusa zaštićena kulturnog dobra, klasificirano kao "sakralna graditeljska baština".

## Vanjske poveznice
- Crkva sv. Ante Padovanskog (engl.) GCatholic.org